# Tesco
Tesco plc – brytyjska sieć hipermarketów i supermarketów, która ma swoje filie również w innych państwach. Początkowo sieć zajmowała się sprzedażą żywności, ale rozszerzyła swoją ofertę również na odzież, sprzęt elektroniczny i samochody. Do roku 2003 przedsiębiorstwo miało już w swoim posiadaniu ponad 2000 sklepów różnej wielkości, od hipermarketów do niewielkich sklepików, np. przy stacjach benzynowych.
Poza Wielką Brytanią Tesco ma swoje sklepy w państwach Unii Europejskiej.
W 2015 Tesco odsprzedało swoją sieć supermarketów działających pod marką Homeplus w Korei Południowej, a jesienią 2019 r. zaczęło poszukiwać chętnego na zakup polskiej sieci. Ostatecznie w czerwcu 2020 za 819 mln złotych sieć kupiła firma Salling Group, która jest właścicielem supermarketów Netto.

## Historia

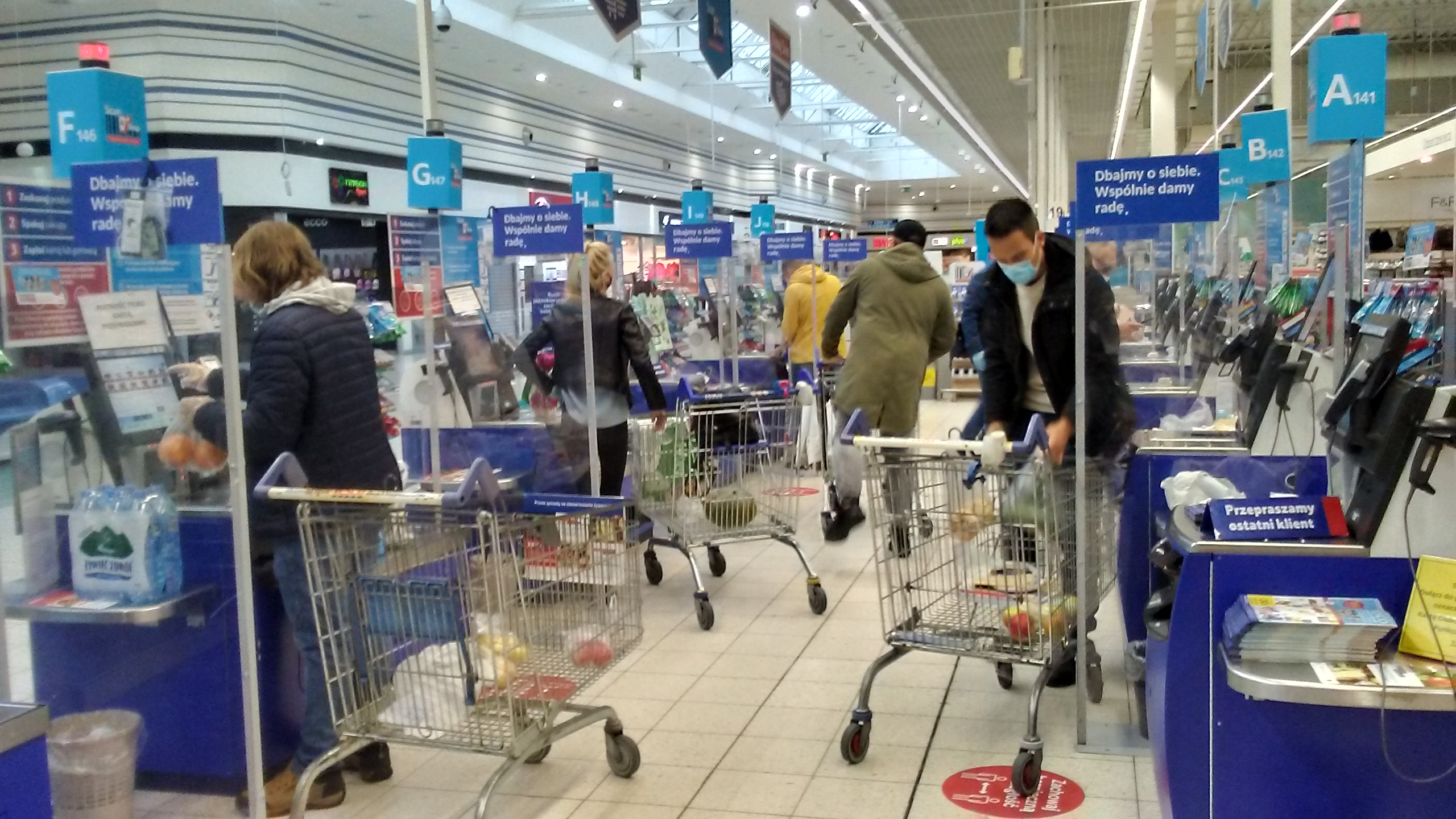
Kasy samoobsługowe w hipermarkecie Tesco

Przedsiębiorstwo Tesco zostało założone przez kupca żydowskiego pochodzenia, syna imigranta z Polski – Jacka Cohena, który trudnił się sprzedażą żywności na targach w londyńskim East Endzie od roku 1919, sprzedając nadwyżki wojskowe. Pod firmą Tesco jego sklepy zaczęły występować od 1924 roku, kiedy kupił duży ładunek herbaty od przedsiębiorstwa T.E. Stockwell i oznaczył opakowania używając trzech pierwszych liter firmy dostawcy i pierwszych dwóch liter własnego nazwiska TES-CO.
Pierwszy sklep pod nazwą Tesco powstał w 1929 roku w dzielnicy Londynu Edgware. Na londyńskiej giełdzie przedsiębiorstwo debiutowało w 1947 roku (oznaczenie TSCO). Tesco otworzyło swój pierwszy sklep samoobsługowy w roku 1948 w miejscowości St Albans niedaleko od Londynu. Sklep ten działa do dziś (stan na rok 2009). W roku 1956 powstał pierwszy supermarket Tesco w lokalu, w którym było wcześniej kino w Maldon w hrabstwie Essex. Natomiast w 1968 roku otworzono pierwszy hipermarket w Crawley w hrabstwie West Sussex. Sprzedażą benzyny Tesco zajmuje się od 1974 roku.
W 1979 roczne obroty spółki wynosiły miliard funtów. W 1995 nowym przedsięwzięciem było wprowadzenie kart lojalnościowych a wkrótce potem, utworzenie sklepu internetowego. W latach 90. XX w. nastąpiła ekspansja przedsiębiorstwa do krajów Europy Środkowej i Wschodniej, Azji Wschodniej i do Irlandii.
W 2015 agencja ratingowa Moody's obniżyła rating kredytowy obligacji Tesco do poziomu Ba1 (obligacje obarczone wysokim ryzykiem).

## Sprzedaż w kanale internetowym
Usługa dostarczenia do domu zakupów zamówionych przez Internet na Słowacji, w Czechach, na Węgrzech oraz w Irlandii.

## Tesco Clubcard

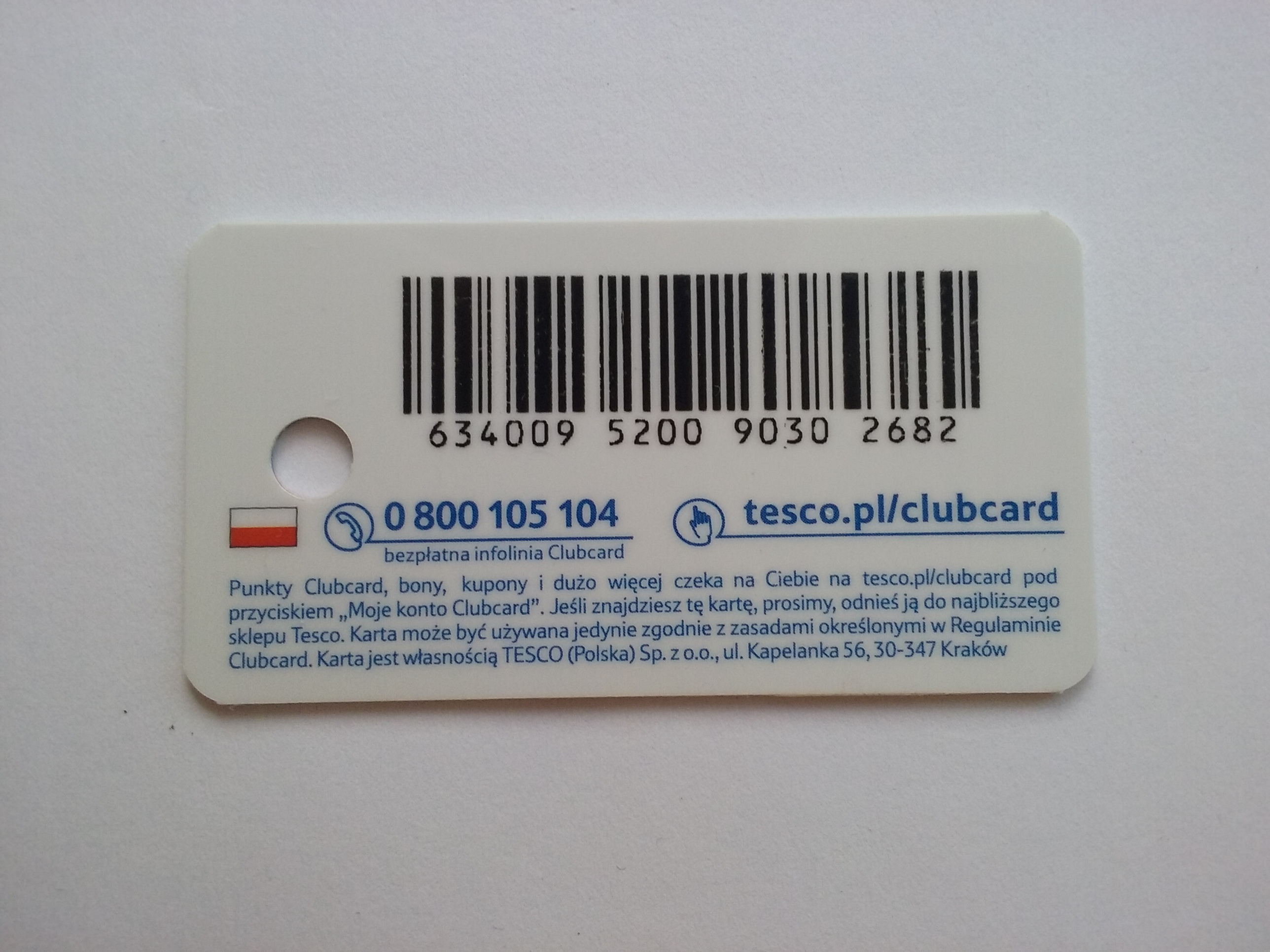
Zawieszka do kluczy Tesco ClubCard (rewers)

W sklepach Tesco funkcjonuje program lojalnościowy Tesco Clubcard. Program został uruchomiony w Wielkiej Brytanii w 1995 roku, a w Polsce – 6 sierpnia 2009. Uczestnik dostaje 1 punkt za każde wydane 2 zł w dowolnym sklepie sieci Tesco. Raz na kwartał otrzymuje pocztą sześć kuponów zniżkowych na towary, które kupuje najczęściej oraz dwa kupony o łącznej wartości zależnej od liczby zebranych punktów (gdzie jeden punkt to jeden grosz, ale kupony zaokrąglane są do równych kwot).

## F&F

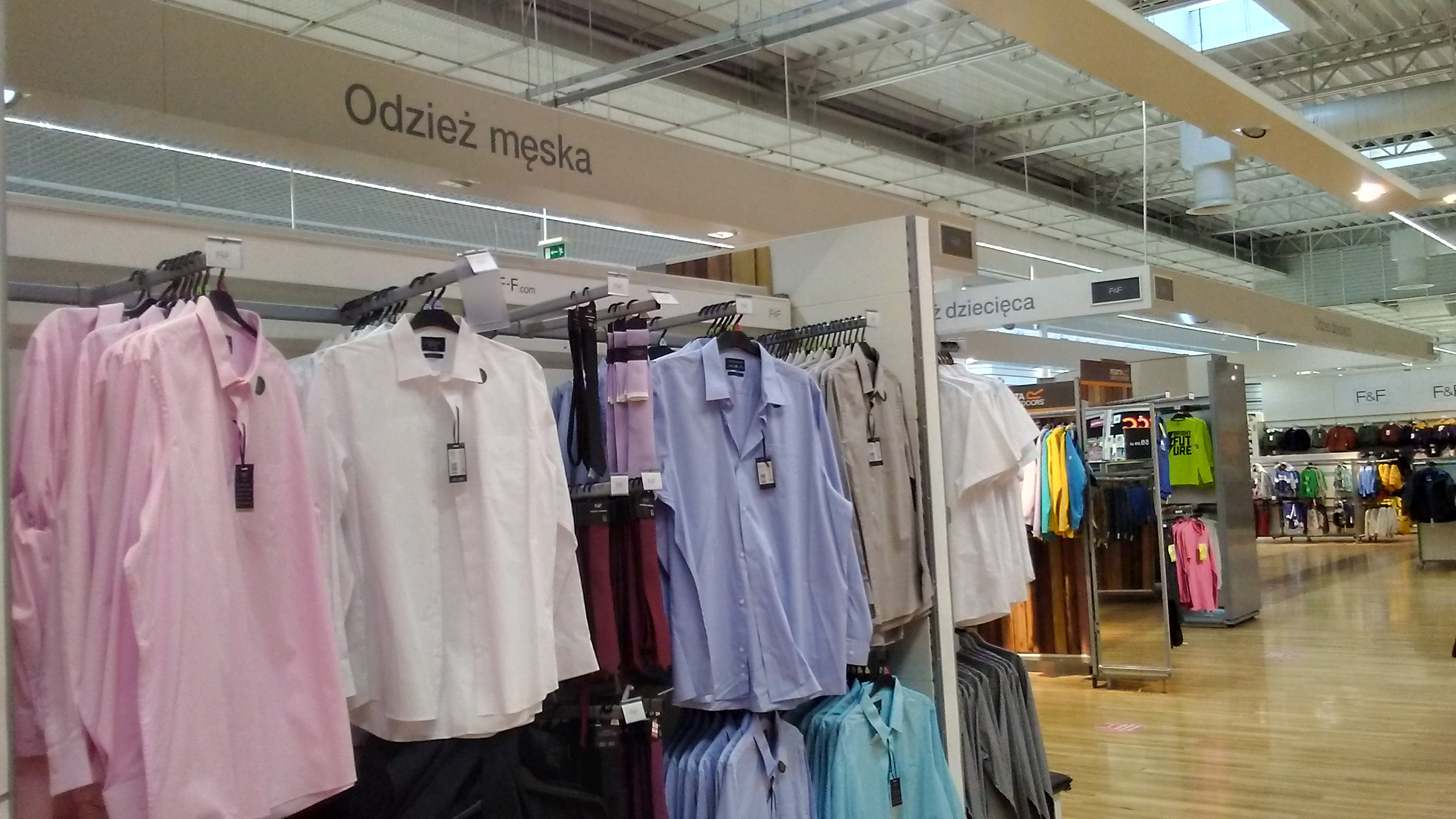
Dział odzieżowy F&F

W 2000 roku Tesco wprowadziło na rynek własną markę odzieżową F&F. Ubrania i akcesoria można kupić jedynie w hipermarketach sieci, w specjalnie wydzielonej strefie posiadającej oddzielną kasę. W sklepach całodobowych Tesco, poza godzinami stoisk odzieżowych, można za nie płacić w kasach ogólnych. W Polsce premiera marki odbyła się w 2008 roku. Oprócz Tesco, odzież tej marki sprzedawana jest w 600 sklepach franczyzowych.

## Tesco Value

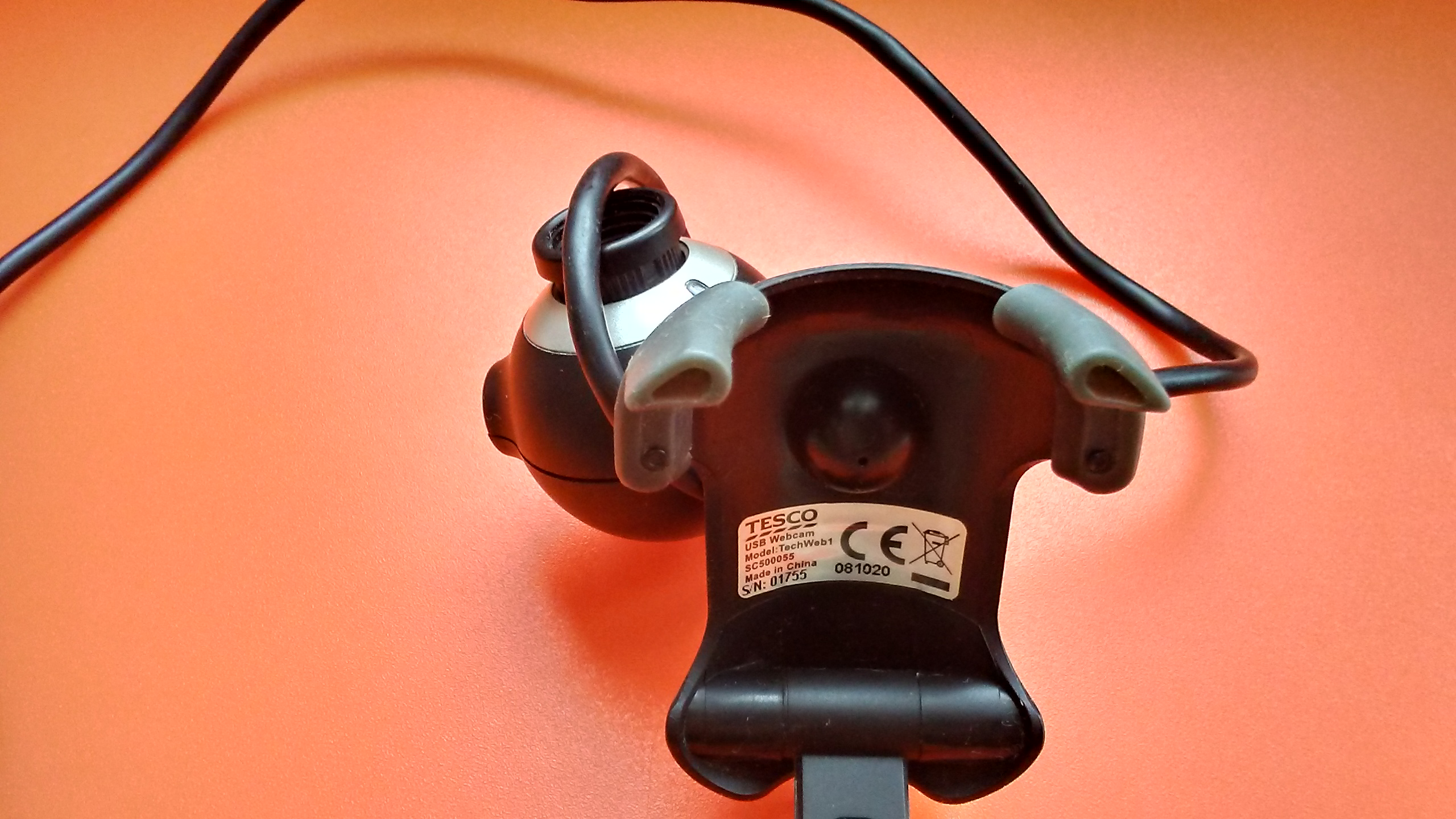
Naklejka znamionowa pod podstawą Tesco TechWeb1 – kamerki internetowej sprzedawanej pod marką Tesco Value

W całej sieci od 1993 roku Tesco sprzedaje również produkty pod własną marką Tesco Value. Są to produkty jakościowo nieodbiegające od uznanych marek zewnętrznych, jednak w niższej od nich cenie. Na potrzeby marki Tesco Value, firma podpisywała na produkty żywnościowe umowy z lokalnymi producentami, a w przypadku produktów przemysłowych zlecała produkcję w Chinach. Asortyment Tesco Value dotyczył zarówno produktów FMCG, jak i RTV/AGD, przyrządów i naczyń do sprzątania czy wyposażenie domu. Tesco Value osiąga roczną sprzedaż na poziomie 1 miliarda funtów.

### W kulturze
Marka tańszych produktów Tesco była inspiracją nazwy pierwszego zespołu Czesława Mozila – Tesco Value, który stworzył jeszcze mieszkając w Danii.

## Scan & Shop

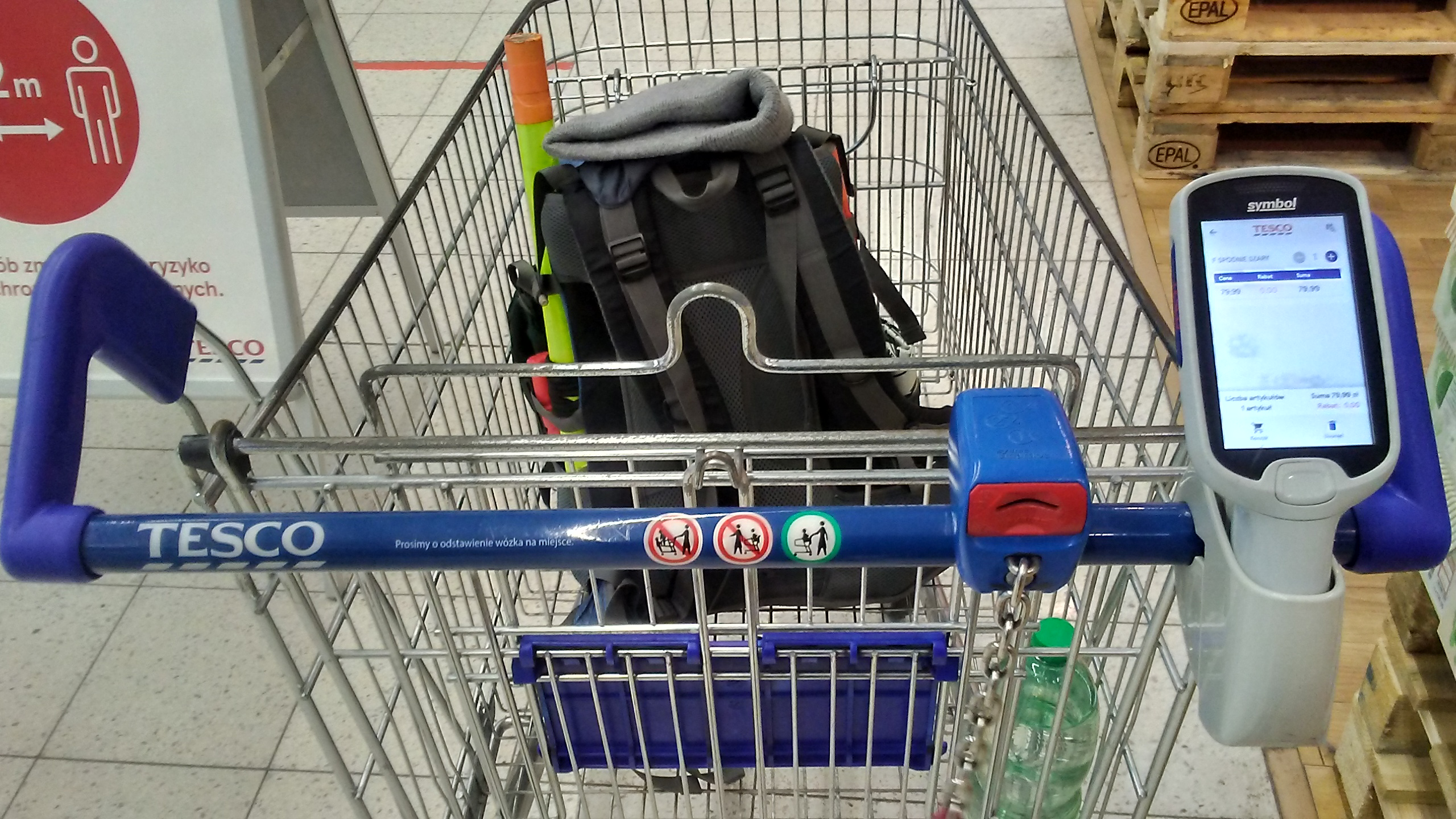
Skaner kodów pobrany przy wejściu na halę sprzedaży Tesco

Na początku 2017 rok jako pierwsza sieć sklepów wielkopowierzchniowych w Polsce, Tesco wprowadziło usługę Scan & Shop – umożliwiającą dokonywanie zakupów bez wykładania towarów na taśmę kasy. Wybrane hipermarkety wyposażono w przenośne skanery kodów kreskowych, które klienci pobierali przy wejściu na halę sprzedaży. Skaner można było również zastąpić aplikacją na prywatnym smartfonie i nim skanować kody produktów. Kończąc zakupy przy kasie samoobsługowej wystarczyło zeskanować kod wyświetlony na ekranie kasy by dokonać płatności. Skanery umożliwiały również szybkie sprawdzenie ceny produktu bez szukania stacjonarnego czytnika.

## Tesco Mobile
W Wielkiej Brytanii, Irlandii, a następnie na Słowacji i w Czechach firma uruchomiła telefonię komórkową w modelu MVNO. W Wielkiej Brytanii operatorem infrastrukturalnym tej sieci wirtualnej jest O2. W Wielkiej Brytanii w 2015 roku Tesco Mobile miało 4 miliony klientów.

## Tesco w Polsce

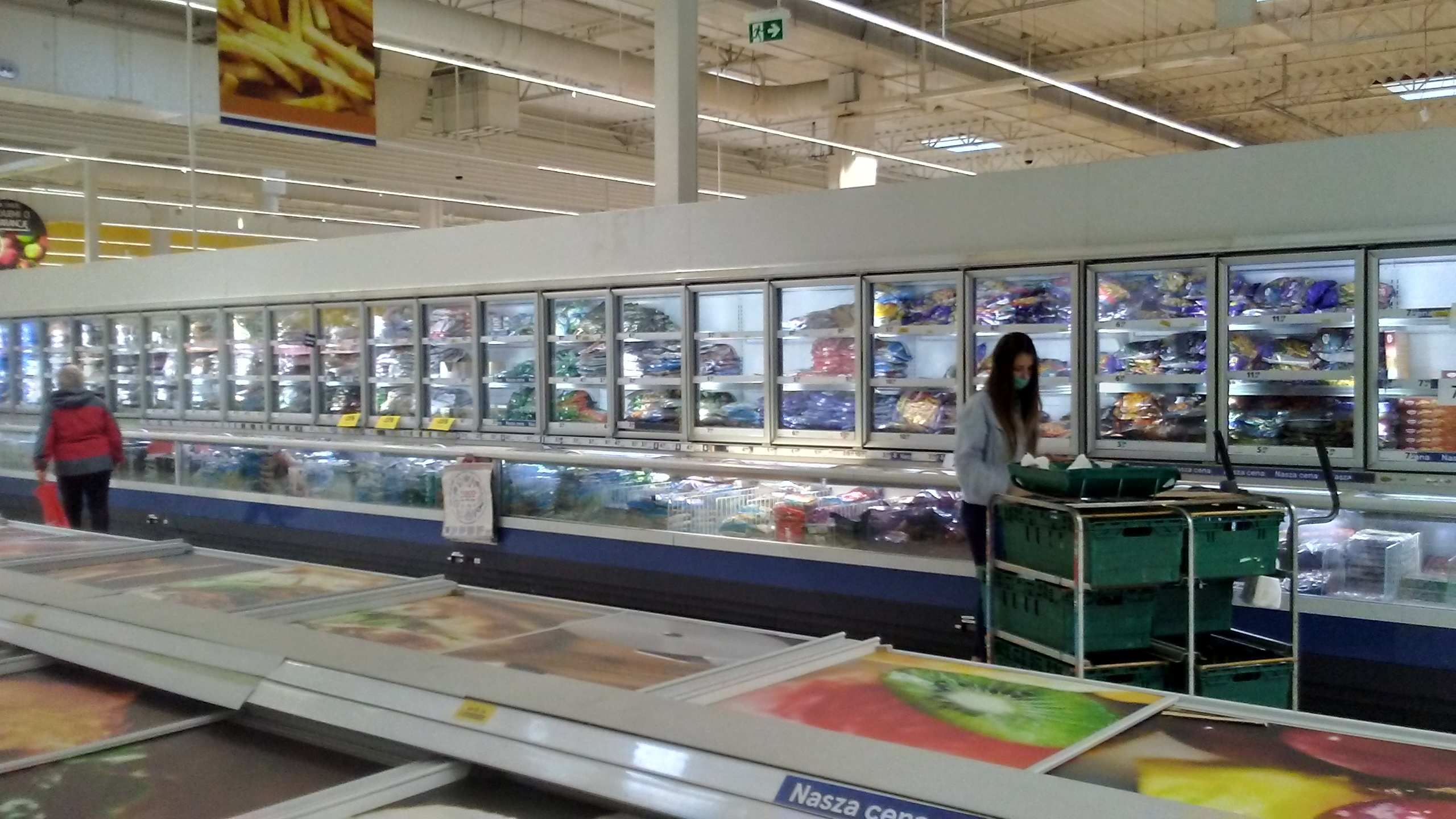
Regały chłodnicze z mrożonkami i pracownica inwentaryzująca towar

Od 2015 roku co kilka miesięcy dochodziło do zamknięć kolejnych sklepów sieci w Polsce. Na początku 2019 roku władze polskiego oddziału zapowiedziały zamknięcie kolejnych 34 sklepów i redukcję zatrudnienia o 1300 pracowników. W związku z tymi działaniami 11 stycznia 2020 roku zamknięto jedną z wzorcowych placówek – Tesco Extra 24h przy ulicy Stalowej w Warszawie. Była to jedna z placówek sieci ze sprzedażą internetową, własnym taborem aut chłodniczych Mercedes i Iveco oraz jedna z czterech w Polsce, która kilka lat wcześniej wprowadziła innowacyjne na rynku polskim ręczne skanery dla klientów, za pomocą których można było dokonać zakupów bez wykładania ich na taśmę kasy. Tesco przy Stalowej było również jednym z pierwszych sklepów w Polsce z kasami samoobsługowymi. Niedługo po zamknięciu obiekt przejęła sieć Kaufland.
18 czerwca 2020 kierownictwo firmy poinformowało o sprzedaży za 819 milionów złotych polskiego oddziału spółce Salling Group, która jest właścicielem duńskiej firmy Netto. 301 istniejących sklepów marki Tesco ma stopniowo do końca października 2021 roku zmienić swoje wystroje oraz szyldy. Wraz z zakupem sklepów Tesco przez Sailing Group (spółka macierzysta Netto Polska), nabyła licencje na markę odzieżową F&F w Polsce.
Z dniem 1 listopada 2020 sieć zamknęła platformę e-Zakupy. 
Wraz z zamknięciem e-sklepu, zostało zamkniętych 6 placówek:
- Warszawa, ul. Połczyńska
- Bielsko-Biała, ul. Warszawska
- Opole, ul. Ozimska
- Łódź, ul. Widzewska (Placówka została zamknięta z przyczyn technicznych 15.10.2020[18])
- Gdynia, ul. Nowowiczlińska
- Ostrów Wielkopolski, ul. Kaliska

Ostatnie markety Tesco w Polsce zamknięto 29 października 2021.